# Laurence Olivier Awards 1995
Die 19. Laurence Olivier Awards 1995 wurden von der Society of London Theatre vergeben, um herausragende Theater- und Musicalproduktionen zu würdigen. Ausgezeichnet wurden Produktionen der Theatersaison 1994/95.

## Hintergrund
Der Laurence Olivier Award (auch Olivier Award) ist ein seit 1976 jährlich vergebener britischer Theater- und Musicalpreis. Er gilt als höchste Auszeichnung im britischen Theater und ist vergleichbar mit dem Tony Award am amerikanischen Broadway. Verliehen wird die Auszeichnung von der Society of London Theatre. Ausgezeichnet werden herausragende Darsteller und Produktionen einer Theatersaison, die im Londoner West End zu sehen waren. Die Auszeichnungen hießen zunächst Society of West End Theatre Awards und wurden 1985 zu Ehren des renommierten britischen Schauspielers Laurence Olivier in Laurence Olivier Awards umbenannt. Die Nominierten und Gewinner der Laurence Olivier Awards „werden jedes Jahr von einer Gruppe angesehener Theaterfachleute, Theaterkoryphäen und Mitgliedern des Publikums ausgewählt, die wegen ihrer Leidenschaft für das Londoner Theater“ bekannt sind.

## Gewinner und Nominierte
| Bestes neues Theaterstück | Bestes neues Musical |
| --- | --- |
| - Broken Glass von Arthur Miller – National Theatre Lyttelton / Duke of York’s Theatre - 900 Oneonta von David Beaird – Old Vic Theatre / Ambassadors Theatre - Dealer’s Choice von Patrick Marber – National Theatre Cottesloe - Three Tall Women von Edward Albee – Wyndham’s Theatre | - Once on This Island – Island Theatre - Copacabana – Prince of Wales Theatre - Hot Shoe Shuffle – Queen’s Theatre - The Roy Orbison Story: Only the Lonely – Piccadilly Theatre |
| Beste Wiederaufnahme Theaterstück oder Comedy | Beste Wiederaufnahme Musical |
| - As You Like It – Albery Theatre - Le Cid – National Theatre Cottesloe - Les Parents terribles – National Theatre Lyttelton - Sweet Bird of Youth – National Theatre Lyttelton / Royal Shakespeare Company im Barbican Centre | - She Loves Me – Savoy Theatre - Oliver – London Palladium - The Card – Regent’s Park Open Air Theatre - The Threepenny Opera – Donmar Warehouse |
| Beste neue Comedy | Bestes Entertainment |
| - My Night with Reg von Kevin Elyot – Royal Court Theatre / Criterion Theatre - Beautiful Thing von Jonathan Harvey – Donmar Warehouse / Duke of York’s Theatre - Dead Funny von Terry Johnson – Vaudeville Theatre - Neville’s Island von Tim Firth – Apollo Theatre | - Maria Friedman: By Special Arrangement – Donmar Warehouse - Fascinating Aïda – Garrick Theatre - Jack: A Night on the Town with John Barrymore – Criterion Theatre - Juggle and Hyde – Criterion Theatre |
| Bester Darsteller Theaterstück | Beste Darstellerin Theaterstück |
| - David Bamber als Guy in My Night with Reg – Royal Court Theatre / Criterion Theatre - James Bolam als Shelly Levene in Glengarry Glen Ross – Donmar Warehouse - Adrian Lester als Rosalind in As You Like It – Albery Theatre - Bob Peck als John Rutherford in Rutherford and Son – National Theatre Cottesloe | - Clare Higgins als Alexandra Del Lago in Sweet Bird of Youth – National Theatre Lyttelton / Royal Shakespeare Company im Barbican Centre - Frances de la Tour als Leo in Les Parents terribles – National Theatre Lyttelton - Sheila Gish als Yvonne in Les Parents terribles – National Theatre Lyttelton - Margot Leicester als Sylvia Gellburg in Broken Glass – National Theatre Lyttelton / Duke of York’s Theatre    |
| Bester Darsteller Musical | Beste Darstellerin Musical |
| - John Gordon-Sinclair als Georg Nowack in She Loves Me – Savoy Theatre - Peter Duncan als Denry Machin in The Card – Regent’s Park Open Air Theatre - Tim Flavin als Bobby Child in Crazy for You – Prince Edward Theatre - Jonathan Pryce als Fagin in Oliver – London Palladium | - Ruthie Henshall als Amalia Balash in She Loves Me – Savoy Theatre - Betty Buckley als Norma Desmond in Sunset Boulevard – Adelphi Theatre - Sally Dexter als Nancy in Oliver – London Palladium |
| Beste Comedy-Darbietung | |
| - Niall Buggy als Brian in Dead Funny – Vaudeville Theatre - Debra Gillett als Mrs. Margery Pinchwife in The Country Wife – Royal Shakespeare Company im Barbican Centre / The Pit - Nigel Hawthorne als Lord Ogleby in The Clandestine Marriage – Queen’s Theatre - Tony Slattery als Gordon in Neville’s Island – Apollo Theatre | |
| Bester Nebendarsteller Theaterstück | Beste Nebendarstellerin Theaterstück |
| - Ken Stott als Dr. Harry Hyman in Broken Glass – National Theatre Lyttelton / Duke of York’s Theatre - Simon Russell Beale als Ariel in The Tempest – Royal Shakespeare Company im Barbican Centre - Simon Coates als Celia in As You Like It – Albery Theatre - Trevor Peacock als Petey Boles in The Birthday Party – National Theatre Lyttelton                                                                                              | - Dora Bryan als Meg Boles in The Birthday Party – National Theatre Lyttelton - Samantha Bond als Infanta Urraque in Le Cid – National Theatre Cottesloe - Brid Brennan als Janet in Rutherford and Son – National Theatre Cottesloe - Kathryn Hunter als Master of Play in Pericles – National Theatre Olivier |
| Bester Nebendarsteller / Beste Nebendarstellerin Musical | |
| - Tracie Bennett als Ilona Ritter in She Loves Me – Savoy Theatre - Sharon D. Clarke als Asaka in Once on This Island – Island Theatre - Tara Hugo als Jenny in The Threepenny Opera – Donmar Warehouse - Berry Jones als Stephen Kodaly in She Loves Me – Savoy Theatre | |
| Bester Regisseur Theaterstück | Bester Regisseur Musical |
| - Declan Donnellan für As You Like It – Albery Theatre - Sean Mathias für Les Parents terribles – National Theatre Lyttelton - Simon McBurney für The Three Lives of Lucie Cabrol – Shaftesbury Theatre - Katie Mitchell für Ghosts – Royal Shakespeare Company im Barbican Centre / The Pit | - Scott Ellis für She Loves Me – Savoy Theatre - Gwenda Hughes und David Toguri für Once on This Island – Island Theatre - Sam Mendes für Oliver – London Palladium |
| Bester Choreograph | |
| - David Atkins und Dein Perry für Hot Shoe Shuffle – Queen’s Theatre - Jonathan Lunn für Pericles – National Theatre Olivier - Rob Marshall für She Loves Me – Savoy Theatre - David Toguri für Once on This Island – Island Theatre | |
| Bestes Bühnenbild | Bestes Kostümdesign |
| - Stephen Brimson Lewis für Design for Living – Donmar Warehouse / Gielgud und Les Parents terribles – National Theatre Lyttelton - Lez Brotherston für Neville’s Island – Apollo Theatre - Peter J. Davison für Le Cid – National Theatre Cottesloe und Saint Joan – Strand Theatre - Anthony Ward für Sweet Bird of Youth – National Theatre Lyttelton / Royal Shakespeare Company im Barbican Centre                                          | - Deirdre Clancy für A Month in the Country – Albery und Love’s Labour’s Lost – Royal Shakespeare Company im Barbican Centre - Stephen Brimson Lewis für Design for Living – Donmar Warehouse / Gielgud und Les Parents terribles – National Theatre Lyttelton - David Charles und Jane Greenwood für She Loves Me – Savoy Theatre - Clare Mitchell für Le Cid – National Theatre Cottesloe und Saint Joan – Strand Theatre |
| Bestes Lichtdesign | |
| - Mark Henderson für seine Arbeit in der Theatersaison - Rick Fisher für Pericles – National Theatre Olivier und The Cryptogram – Ambassador’s Theatre - David Hersey für Glengarry Glen Ross – Donmar Warehouse und Oliver – London Palladium - Tina MacHugh für Ghosts – Royal Shakespeare Company im Barbican Centre / The Pit und Rutherford and Son – National Theatre Cottesloe                                                            | |
| Herausragende Leistungen Ballett | Beste neue Ballettproduktion |
| - Peter Mumford für Beleuchtung von Fearful Symmetries, The Royal Ballet – Royal Opera House und The Glass Blew In, Siobhan Davies Dance Company – Sadler’s Wells Theatre - Thomas Edur in The Sleeping Beauty, English National Ballet – Royal Festival Hall - John Macfarlane für das Bühnenbild von The Nutcracker, Birmingham Royal Ballet – London Coliseum - Nuria Moreno in Cinderella, Lindsay Kemp and Company – Sadler’s Wells Theatre | - Fearful Symmetries, The Royal Ballet – Royal Opera House - Hommage aux Ballets Russes, Le Ballet Preljocaj – Sadler’s Wells Theatre - Sueños Flamencos, Ballet Cristina Hoyos – Sadler’s Wells Theatre - The Nutcracker, Birmingham Royal Ballet – London Coliseum |
| Herausragende Leistungen Oper | Beste neue Opernproduktion |
| - Roberto Alagna in Roméo et Juliette, The Royal Opera – Royal Opera House - Tom Cairns als Regisseur und Bühnenbildner von King Priam, English National Opera – London Coliseum - La traviata, Music Theatre London – Donmar Warehouse - John Tomlinson in Das Rheingold und Die Walküre, The Royal Opera – Royal Opera House | - Chowanschtschina, English National Opera – London Coliseum - Così fan tutte, The Royal Opera – Royal Opera House - Don Quixote, English National Opera – London Coliseum - Roméo et Juliette, The Royal Opera – Royal Opera House |

## Statistik

### Mehrfache Nominierungen
- 8 Nominierungen: She Loves Me
- 6 Nominierungen: Les Parents terribles
- 5 Nominierungen: Oliver
- 4 Nominierungen: As You Like It, Le Cid und Once on This Island
- 3 Nominierungen: Broken Glass, Neville’s Island, Pericles, Rutherford and Son und Sweet Bird of Youth
- 2 Nominierungen: Dead Funny, Design for Living, Fearful Symmetries, Ghosts, Glengarry Glen Ross, Hot Shoe Shuffle, My Night with Reg, Roméo et Juliette, Saint Joan, The Birthday Party, The Card, The Nutcracker und The Threepenny Opera

### Mehrfache Gewinne
- 5 Gewinne: She Loves Me
- 2 Gewinne: As You Like It, Broken Glass, Fearful Symmetries und My Night with Reg